# Magnus von Eberhardt
Magnus von Eberhardt (6 de diciembre de 1855 - 24 de enero de 1939) fue un oficial militar prusiano y General der Infanterie alemán durante la I Guerra Mundial. Recibió la Pour le Mérite (el más alto honor prusiano y alemán) con Hojas de Roble (significando un segundo reconocimiento) y fue Rechtsritter (Caballero de Justicia) de la Orden de San Juan.

## Preguerra
Magnus von Eberhardt nació el 6 de diciembre de 1855 en Berlín. Empezó su carrera militar en 1874 (a la edad de 19 años) como teniente-segundo en el 93.er Regimiento de Infantería (Anhalt) en Zerbst.

## I Guerra Mundial
Al estallar la guerra, von Eberhardt era Gobernador Militar de Estrasburgo, entonces en el Territorio Imperial alemán de Alsacia-Lorena. El 1 de septiembre de 1914 tomó el mando del temporal Cuerpo Eberhardt,
 nombrado en su honor. El 1 de diciembre de 1914 fue establecido como el XV Cuerpo de Reserva y el 1 de septiembre de 1916 fue renombrado como XV Cuerpo de Reserva Bávaro. El 16 de octubre de 1916, fue transferido al mando del X Cuerpo de Reserva.
En agosto de 1918, temporalmente tomó el mando del 7.º Ejército de manos de Max von Boehn en el frente occidental antes de asumir el mando del 1.º Ejército justo antes del fin de la guerra.
Von Eberhardt fue reconocido con la Pour le Mérite el 20 de mayo de 1917. Fue reconocido con las hojas de roble el 22 de septiembre de 1917.

## Posguerra
En 1919, von Eberhardt fue seleccionado para la defensa de Prusia Oriental como comandante de las Fuerzas de Defensa del Territorio de Kulmer. En la primavera de 1919, recibió la orden de retirada del territorio de Soldau y tropas polacas tomaron posesión.
Von Eberhardt murió en Berlín el 24 de enero de 1939 a la edad de 83 años. Fue enterrado en el Invalidenfriedhof.